# Vent frais par matin clair
Vent frais par matin clair (凱風快晴, Gaifū kaisei, littéralement « Vent du sud, ciel clair »), connue aussi sous le nom de Le Fuji rouge, de Fuji rouge par temps clair ou de Le Fuji rouge dans une embellie, est une célèbre estampe japonaise réalisée par l'artiste japonais spécialiste de l'ukiyo-e Hokusai entre 1829 et 1833 pendant l'époque d'Edo.
Cette estampe est une des œuvres de la fameuse série Trente-six vues du mont Fuji, plus précisément la deuxième vue après La Grande Vague de Kanagawa, plus célèbre. Elle représente le mont Fuji de couleur rouge se détachant sur un fond nuageux bleu. Sa composition se rapproche de L'Orage sous le sommet, la 3e vue de la série.
Plusieurs musées en conservent des exemplaires, tels que le musée national des Arts asiatiques - Guimet, le Metropolitan Museum of Art, le British Museum, ou encore le musée d'Art d'Indianapolis.

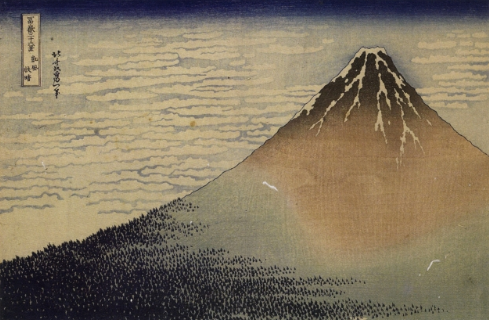
Une impressions en 1830, parfois surnommée Le Fuji rose.
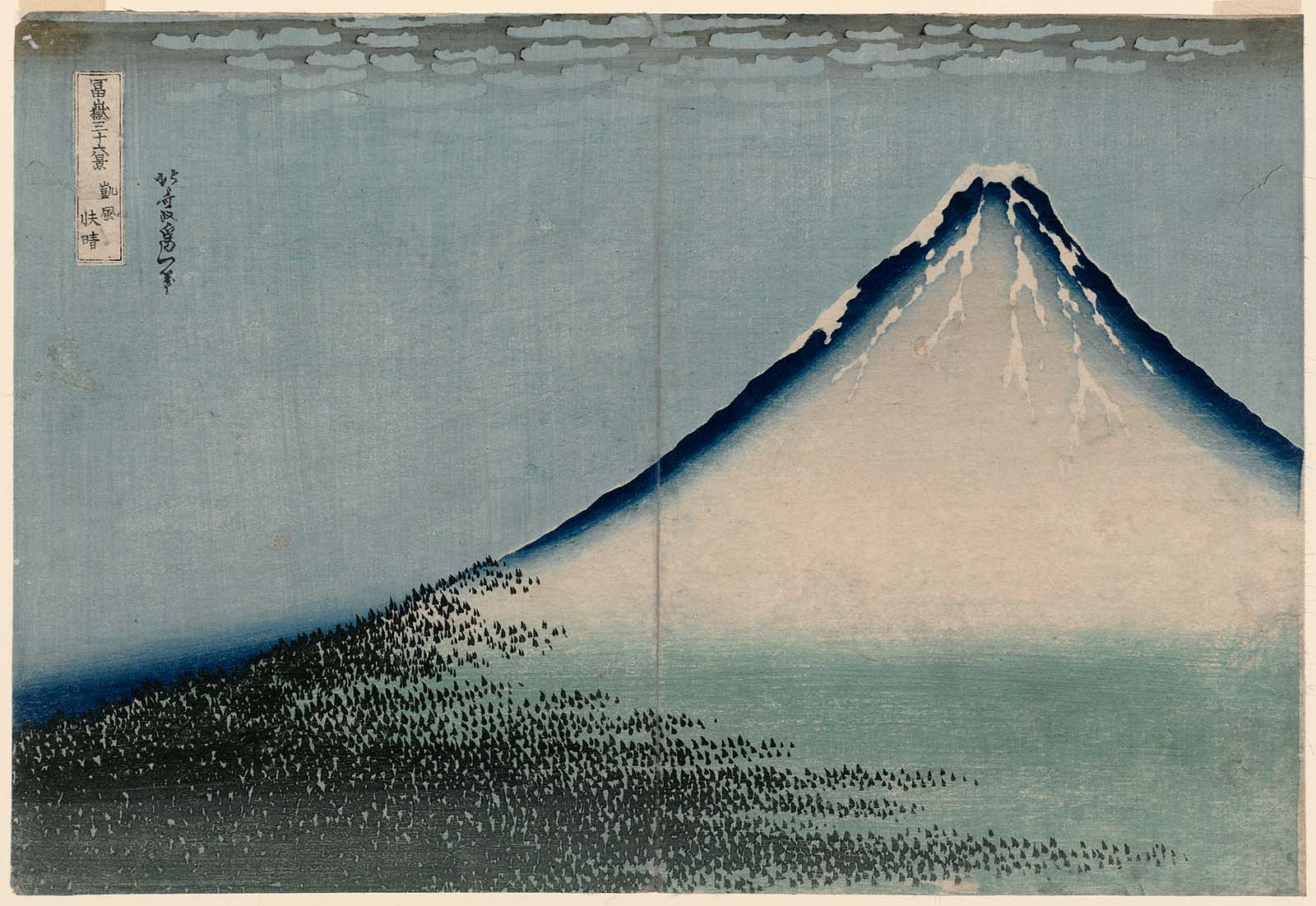
Variante.